# J.R. Bathoorn
J.R. (Jan-Roelof) Bathoorn (Groningen, 1991) is een Nederlandse accordeonist en zanger.
Sinds 2012 treedt Bathoorn op, solo en met bands, in Nederland en West-Europa. In zijn woonplaats Groningen is hij bekend om zijn optredens in de openbare ruimte.

## Biografie
Geboren in de stad Groningen, groeide Jan-Roelof samen met zijn jongere broer op in het Noord-Drentse plaatsje Lieveren als zoon van caféhouders. Het gezin verhuisde na enige jaren naar het nabijgelegen Roden. Hier begon hij met muziek en toneellessen. Hij ging naar het Praedinius Gymnasium in de stad Groningen, waar hij na zijn middelbareschooltijd heen verhuisde om theaterwetenschap te studeren. In deze periode begint hij met optreden. Sinds 2017 organiseert hij concerten onder de naam Concert in de Kapel in het Oude RKZ.

## Muziek
J.R. speelt voornamelijk Europese folkmuziek en zingt in verschillende talen, waaronder Engels, Duits, Frans, Russisch, Grieks, Turks en Servisch. Hij toerde met verschillende muzikanten door West-Europa, zoals Johnny Campbel, James Bar Bowen, en NoNo & theSinkingShip. Door samenwerking met muzikanten van het Prins Claus Conservatorium komt hij in aanraking met geïmproviseerde muziek. Ook doet hij kortere projecten zoals met een koor, verhalenvertellers en dichters, en werkt hij mee aan educatieprojecten. Op 1 oktober 2021 bracht hij zijn debuutalbum uit.

## Bands
J.R. Bathoorn speelt in verschillende bands.
- Shoe Eating Rabbits (2012-heden)
- Stout 'n' Herring (2012-2016)
- Limonchiki (2014-heden)
- Shitfaced Mermaids (2015-heden)
- Cunzirìa (2016-2017)
- Radio Esperanto (2017-2019)
- Anamesa (2020-heden)